# México en la Copa Mundial de Fútbol de 1930
La selección de fútbol de México fue una de las trece participantes en la Copa Mundial de Fútbol Uruguay 1930; con lo cual es una de la debutantes en la primera edición en la historia de esta competencia, de tal manera que, al igual que el resto de los equipos, su participación fue vía invitación. Correspondería al conjunto mexicano actuar en el primer partido del torneo frente a Francia el 13 de julio de 1930. Además del cuadro galo, compartió grupo con Argentina y Chile.

## Jugadores
- Datos corresponden a la situación previa al inicio del torneo.

| #  | Nombre                    | Posición      | Edad | PJ Sel | Club                   |
| -- | ------------------------- | ------------- | ---- | ------ | ---------------------- |
| 1  | Óscar Bonfiglio           | Portero       | 25   | 2      | Club Deportivo Marte   |
| 2  | Raymundo Rodríguez        | Mediocampista | 25   | 1      | Club Deportivo Marte   |
| 3  | Efraín Amezcua            | Mediocampista | 23   | 2      | Club de Fútbol Atlante |
| 4  | Dionisio Mejía            | Delantero     | 23   | 1      | Club de Fútbol Atlante |
| 5  | Felipe Olivares           | Delantero     | 20   | 1      | Club de Fútbol Atlante |
| 6  | Felipe Rosas              | Mediocampista | 20   | 3      | Club de Fútbol Atlante |
| 7  | José Ruiz                 | Delantero     | 26   | 2      | Club Necaxa            |
| 8  | Roberto Gayón             | Delantero     | 25   | 2      | Club América           |
| 9  | Luis Pérez González       | Delantero     | 23   | 2      | Club Necaxa            |
| 10 | Rafael Garza Gutiérrez    | Defensa       | 27   | 3      | Club América           |
| 11 | Alfredo Sánchez           | Defensa       | 30   | 3      | Club América           |
| 12 | Hilario López             | Delantero     | 23   | 3      | Club Deportivo Marte   |
| 13 | Francisco Garza Gutiérrez | Defensa       | 26   | 1      | Club América           |
| 14 | Manuel Rosas Sánchez      | Defensa       | 18   | 3      | Club de Fútbol Atlante |
| 15 | Juan Carreño Sandoval     | Delantero     | 23   | 3      | Club de Fútbol Atlante |
| 16 | Jesús Castro              | Delantero     | -    | 0      | Club Necaxa            |
| 21 | Isidoro Sota García       | Portero       | 28   | 1      | Club América           |
| DT | Juan Luque de Serrallonga |               |      |        |                        |

## Participación

### Primera fase

#### Grupo 1
| Equipo    | Pts | PJ | PG | PE | PP | GF | GC |
| --------- | --- | -- | -- | -- | -- | -- | -- |
| Argentina | 6   | 3  | 3  | 0  | 0  | 10 | 4  |
| Chile     | 4   | 3  | 2  | 0  | 1  | 5  | 3  |
| Francia   | 2   | 3  | 1  | 0  | 2  | 4  | 3  |
| México    | 0   | 3  | 0  | 0  | 3  | 4  | 13 |

| 13 de julio de 1930 | Francia                                          | 4:1 (3:0) | México      | Estadio Pocitos, Montevideo                                           |                                                                       |
|                     | Laurent 19' · Langiller 40' · Maschinot 43', 87' | Reporte   | Carreño 70' | Asistencia: 1.000 espectadores Árbitro(s): Domingo Lombardi (Uruguay) | Asistencia: 1.000 espectadores Árbitro(s): Domingo Lombardi (Uruguay) |

| 16 de julio de 1930 | Chile                            | 3:0 (2:0) | México | Estadio Parque Central, Montevideo                                  |                                                                     |
|                     | Vidal 3', 65' · Rosas 51' (a.g.) | Reporte   |        | Asistencia: 500 espectadores Árbitro(s): Henry Christophe (Bélgica) | Asistencia: 500 espectadores Árbitro(s): Henry Christophe (Bélgica) |

| 19 de julio de 1930 | Argentina                                             | 6:3 (3:1) | México                            | Estadio Centenario, Montevideo                                      |                                                                     |
|                     | Stábile 8', 17', 80' · Zumelzú 12', 55' · Varallo 53' | Reporte   | Rosas 42' (pen.), 65' · Gayón 75' | Asistencia: 5.000 espectadores Árbitro(s): Ulises Salcedo (Bolivia) | Asistencia: 5.000 espectadores Árbitro(s): Ulises Salcedo (Bolivia) |

## Goleadores
| Jugador       | Anotado | A. | Min. |
| ------------- | ------- | -- | ---- |
| Manuel Rosas  | 2       | 0  | 270  |
| Roberto Gayón | 1       | 0  | 180  |
| Juan Carreño  | 1       | 0  | 270  |